# Distretti di Tallinn
I Distretti di Tallinn (in estone Linnaosad, sg. Linnaosa) sono le otto sottodivisioni amministrative della città di Tallinn.

## Nomi e funzioni dei distretti

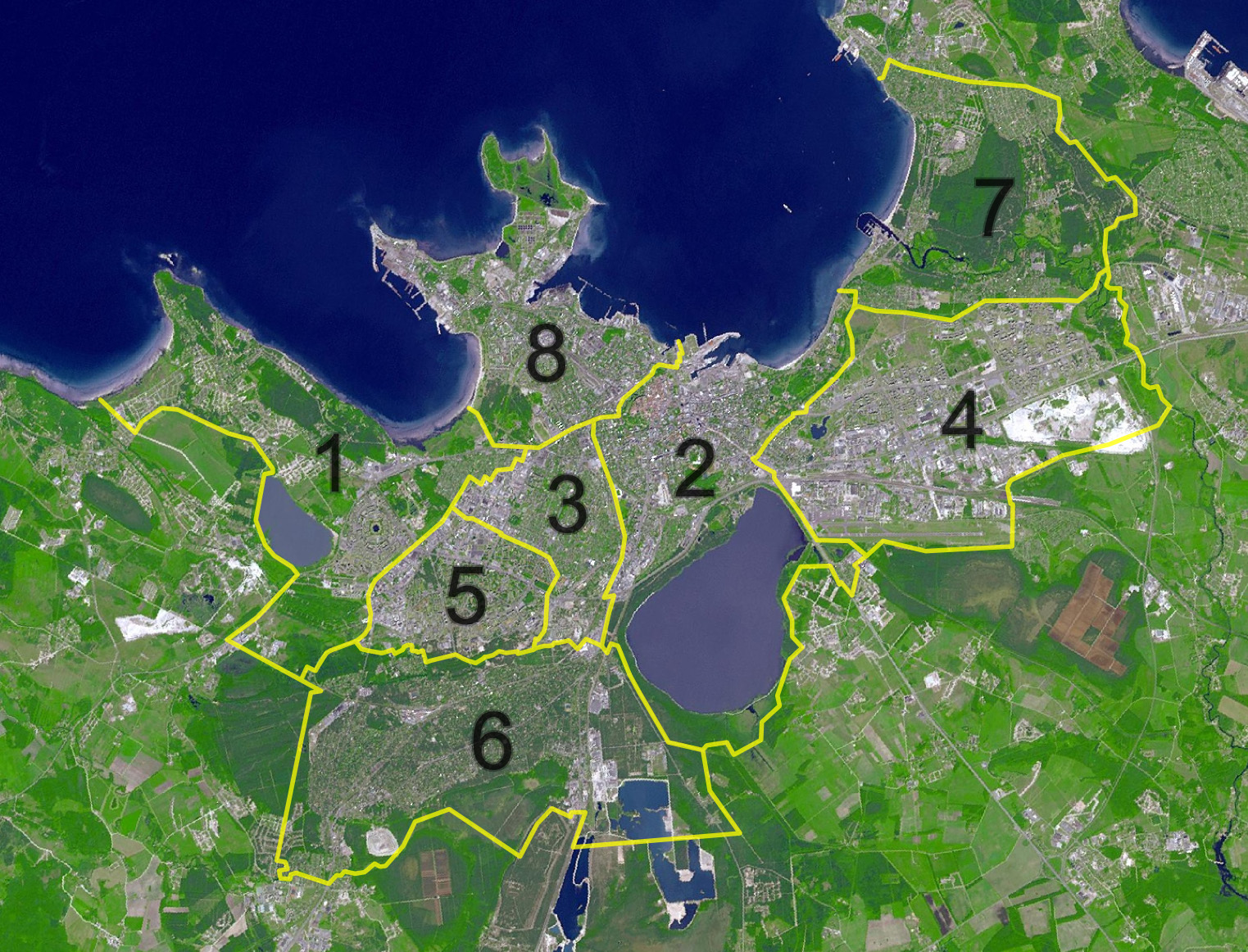
Gli otto distretti di Tallinn

Gli otto distretti sono : Haabersti, Kesklinn, Kristiine, Lasnamäe, Mustamäe, Nõmme, Pirita, Põhja.
Per espletare le funzioni del governo locale nel modo migliore, Tallinn è stata divisa in 8 distretti amministrativi (in estone linnaosad, sg. - linnaosa). Alle amministrazioni dei distretti è demandato l'espletamento delle funzioni previste dagli statuti di Tallinn nell'area urbana di loro competenza.
Il governo di ogni distretto è affidato ad un presidente (in estone linnaosavanem), nominato dall'esecutivo cittadino su proposta del sindaco, sentiti i consigli amministrativi dei distretti interessati.
I Consigli forniscono raccomandazioni all'esecutivo della città ed al Consiglio comunale per organizzare al meglio l'esercizio delle funzioni amministrative sul territorio.

## Dati demografici dei Distretti
| Distretto                    | Area     | Popolazione | Etnia prevalente     |
| ---------------------------- | -------- | ----------- | -------------------- |
| Haabersti                    | 18,6 km² | 45.102      | A maggioranza estone |
| Kesklinn                     | 28,0 km² | 62.486      | A maggioranza estone |
| Kristiine                    | 9,4 km²  | 33.102      | A maggioranza estone |
| Lasnamäe                     | 30,0 km² | 119.319     | A maggioranza russa  |
| Mustamäe                     | 8,0 km²  | 67.707      | A maggioranza estone |
| Nõmme                        | 28,0 km² | 39.393      | A maggioranza estone |
| Pirita                       | 18,7 km² | 18.495      | A maggioranza estone |
| Põhja                        | 17,3 km² | 59.876      | A maggioranza russa  |
| Aggiornato al 1º agosto 2017 |          |             |                      |